# Psychotria tristis
Psychotria tristis är en måreväxtart som beskrevs av Hubert J.P. Winkler. Psychotria tristis ingår i släktet Psychotria och familjen måreväxter. Inga underarter finns listade i Catalogue of Life.